# Transrapidongeval Lathen

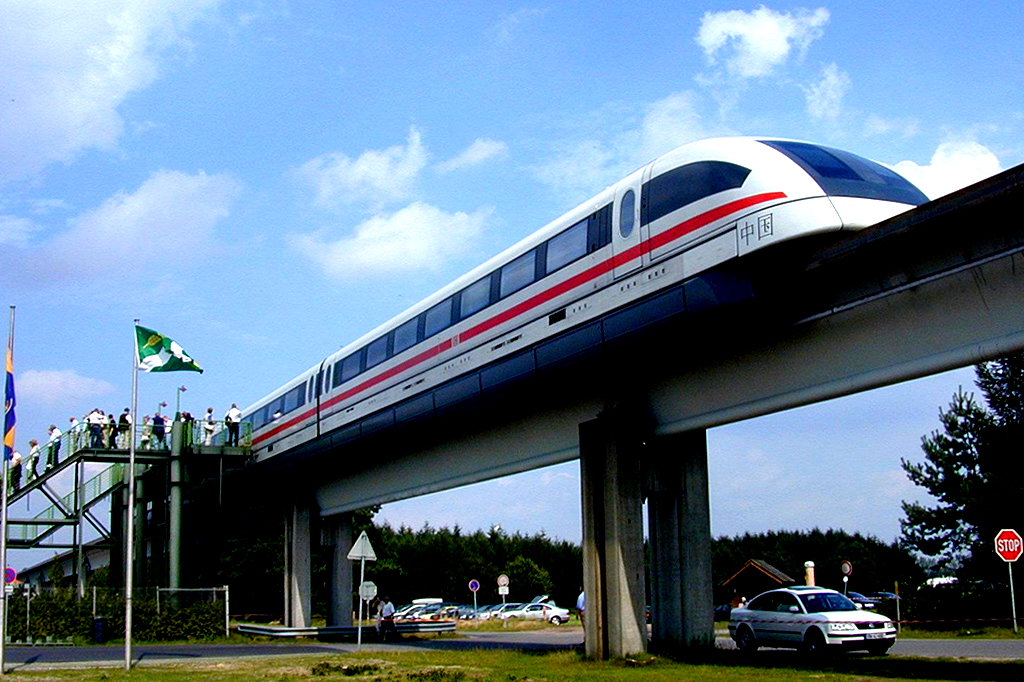
Transrapid 08 op het testtraject bij Lathen

Het Transrapidongeval in Lathen was een ongeval met een Transrapidtrein van Siemens.

## Omstandigheden
Op 22 september 2006 vielen tijdens een proefrit in het Duitse Lathen 23 doden en 10 zwaargewonden, toen de zweeftrein TR 08 (met 31 inzittenden) met een snelheid van ruim 200 km/h tegen een stilstaande dienstwagen botste. Het ongeluk gebeurde door menselijk falen; de controlekamer had zich niet vergewist of de dienstwagen zich nog op het traject bevond.
De twee arbeiders in de dienstwagen wisten zich in veiligheid te brengen door eruit te springen. Ze kwamen ruim vier meter lager op de grond terecht.

## Oorzaak en gevolgen
Treinen op het traject van de Transrapid worden voortbewogen door een bewegend magnetisch veld in het spoor. Het lijkt alsof het spoor een onzichtbare lopende band bevat die de treinen meesleept. Volgens de publicaties van Transrapid zijn daardoor botsingen uitgesloten - alles beweegt immers met dezelfde snelheid. De dienstwagen werd echter op de conventionele wijze over het spoor gereden en was niet gevoelig voor het magnetische veld.
De les die uit dit ongeval kan worden getrokken, zou dus kunnen zijn dat ook dienstwagens op het magnetische veld moeten bewegen. Dat geldt vooral op een commercieel traject. Het testtraject bij Lathen heeft slechts een enkele remise, men had bij vertrek van de trein eenvoudig kunnen vaststellen dat de dienstwagen niet in de remise stond.
Na het ongeval werden alle testen met de Transrapid voor drie jaar gestaakt. Vanaf juli 2008 werden een jaar lang testritten uitgevoerd met de nieuwe TR 09.